# Publikacja karykatur Mahometa w Jyllands-Posten
Karykatury Mahometa – kontrowersyjne publikacje duńskiego dziennika „Jyllands-Posten”, przedrukowane w wielu europejskich i światowych gazetach i czasopismach, przedstawiające założyciela islamu, Mahometa, spotykające się z ogromną falą krytyki w krajach muzułmańskich.

## Publikacje karykatur w prasie światowej i reakcje na nie
Jako pierwszy dwanaście karykatur, opracowanych przez dwunastu różnych karykaturzystów, zamieścił duński dziennik „Jyllands-Posten” 30 września 2005 roku w artykule Muhammeds ansigt (Twarz Mahometa). Miały one charakter satyryczny i były dodatkiem do artykułu o wolności prasy. Niektóre rysunki nawiązywały do terrorystycznej działalności organizacji islamistycznych. Ich zamieszczenie w dzienniku przez Flemminga Rose’a było protestem wobec kłopotów, jakie miał duński pisarz i dziennikarz Kåre Bluitgen, który bezskutecznie poszukiwał autorów ilustracji do książki dla dzieci dotyczącej Mahometa. Odmawiano mu ze strachu przed reakcją wyznawców islamu, którzy nie tolerują przedstawiania jego postaci w formie graficznej.
W następnych tygodniach w Danii przetoczyły się demonstracje tysięcy muzułmanów. Do protestów zagrzewał ich m.in. imam meczetu w Kopenhadze Raed Hlayel: Nie będziemy tego tolerować! Jeśli to jest demokracja, nie zgadzamy się na demokrację! – krzyczał do swoich wiernych. Sprawa wywołała skandal dyplomatyczny. Ambasadorzy 11 krajów muzułmańskich, w tym nawet dążącej do członkostwa w UE Turcji, zażądali od rządu duńskiego ukarania gazety. Premier Anders Fogh Rasmussen musiał im tłumaczyć, że w Danii gazety są niezależne.
„Jyllands-Posten” stanowczo odmówiła przeprosin, co rozzłościło zwłaszcza młodych imigrantów. Zachęceni buntem francuskich przedmieść wszczęli zamieszki. W 250-tysięcznym Aarhus bandy młodocianych pojawiły się w dzielnicy Rosenhøj, gdzie podpalały samochody, sklepy, rzucały cegłami w okna domów. Pojawiały się hasła pokroju:To za proroka Mahometa! Nie będziemy tolerować tego, co zrobiła mu „Jyllands-Posten”!. Policji udało się opanować sytuację dopiero po kilku dniach.
Ktoś groził śmiercią dwóm osobom, które narysowały dla nas karykatury Mahometa. Sam dostałem kilka e-maili z ostrzeżeniami – przyznał duński dziennikarz. Imam jednej z najważniejszych świątyń islamu, Świętego Meczetu w Mekce w Arabii Saudyjskiej, ostrzegł Danię, że brak przeprosin za opublikowanie bluźnierczych w oczach muzułmanów portretów Mahometa w duńskiej gazecie naraża ją na niebezpieczeństwo. Pojawiły się protesty ze strony krajów arabskich. Niektóre z tych krajów przystąpiły do bojkotu duńskich towarów, których listy zostały opublikowane w internecie.
30 stycznia 2006 roku duński dziennik „Jyllands-Posten” przeprosił muzułmanów za publikacje. Mimo tego, następnego dnia redakcja dziennika została ewakuowana z powodu alarmu bombowego. Zbrojne ugrupowanie, najprawdopodobniej wywodzące się z Iraku, wezwało na stronie internetowej do ataków na cele w Danii i Norwegii. Wielu duchownych w krajach arabskich wzywało do osądzenia autorów kontrowersyjnych rysunków. Liczne kraje arabskie wystosowały protest do rządu Danii, żądając przeprosin za obraźliwe dla muzułmanów publikacje.
Karykatury Mahometa przedrukowało wiele innych gazet i czasopism, m.in. z takich krajów jak: Niemcy, Norwegia, Francja, Szwajcaria, Stany Zjednoczone, Węgry, Bułgaria, Nowa Zelandia, a także Polska. Publikacje następowały też w krajach muzułmańskich – w Maroku, Egipcie, Jordanii czy Malezji. Działania te, zdaniem publikujących je gazet, były aktem solidarności z duńską gazetą i formą protestu przeciwko przemocy, a także formą podkreślenia prawa do wolności wypowiedzi.
Premier Danii Anders Fogh Rasmussen odmówił przeprosin, tłumacząc, że nie odpowiada za to, co piszą niezależne gazety i stwierdził, że naczelną zasadą, której się trzymamy, jest wolność prasy.
Zamieszczenie karykatur wzbudziło, szczególnie w styczniu i lutym 2006 roku, falę protestów w krajach muzułmańskich. Głównie w krajach arabskich przerodziły się one w antyeuropejskie zamieszki. Namawiano także do bojkotu duńskich produktów. Wielokrotnie łamano prawo międzynarodowe, naruszając nietykalność siedzib misji dyplomatycznych i konsularnych. W Damaszku (Syria) podpalono ambasady Norwegii i Danii, a w Bejrucie (Liban) konsulat duński. W Gazie obrzucono kamieniami konsulat niemiecki, zdemolowano placówki Unii Europejskiej. Wybicie szyb i próby podpalenia ambasady Austrii w Teheranie świadczy o stosowaniu przez muzułmanów odpowiedzialności zbiorowej wobec państw europejskich. Do wielotysięcznych manifestacji doszło też m.in. w Islamabadzie (Pakistan), Chartumie (Sudan), Kabulu (Afganistan), Stambule (Turcja). W mieście Surabaya (Indonezja) tłum zaatakował konsulat Stanów Zjednoczonych. Wedle niektórych doniesień, pierwsze ofiary śmiertelne tego konfliktu pojawiły się w wyniku starć demonstrantów z siłami porządkowymi 6 lutego w Afganistanie.
Oprócz placówek dyplomatycznych atakowane były również zachodnie instytucje kulturalne. W Nablusie demonstranci spalili francuskie centrum kulturalne.
Protesty odbyły się także w miastach zachodniego kręgu cywilizacyjnego, np. w Londynie 3 lutego protestowało około 500 osób, część w strojach z imitacjami ładunków wybuchowych. Protestujący nieśli transparenty z hasłami pokroju: Europo, twój 11 września nadejdzie, Masakra dla tych, którzy znieważają islam. Tydzień później w Londynie zgromadziło się 4 tysiące osób, a dwa tygodnie później – 10 tysięcy. Pod duńską ambasadą w Londynie wznoszono okrzyki: Zbombardować Danię, Bombą atomową w Danię, a na transparentach wypisano: Eksterminować tych, którzy szkalują islam, Ściąć tych, którzy obrażają islam, Europo, będziesz na kolanach, gdy przyjdą tu mudżahedini i inne. Brytyjska policja zachowała wówczas całkowitą bierność, odsuwając ludzi, którzy próbowali wyrywać hasła z rąk demonstrantów. 18 lutego 2006 tysiąc osób demonstrowało w Wiedniu. 17 lutego 2006 demonstrowano pod konsulatem duńskim w Los Angeles.
Do demonstracji dochodziło później wielokrotnie w różnych krajach. 17 lutego 2006 muzułmanie zebrali się pod konsulatem włoskim w Bengazi (Libia), protestując przeciw zachowaniu włoskiego ministra ds. reform Roberto Calderolego, który występował w koszulkach z nadrukowanymi karykaturami. W zamieszkach zginęło co najmniej 11 osób; minister został zdymisjonowany. 18 lutego 2006 w nigeryjskim mieście Maiduguri wskutek pacyfikacji demonstracji przez oddziały policyjne zginęło 15 osób. W trakcie zamieszek spalono w tym mieście 11 kościołów.
18 lutego 2006 w pakistańskim Karaczi demonstrowało 12 tysięcy kobiet, domagając się między innymi powieszenia rysowników i wydawców gazet zamieszczających karykatury.
Reakcją środowisk muzułmańskich w państwach europejskich były także próby uzyskania większych swobód i wpływów. W Polsce wysunięto propozycję wprowadzenia imama w armii. W Wielkiej Brytanii zaproponowano zmiany w ustawodawstwie antydyskryminacyjnym oraz prawie prasowym.
Z protestami przeciw publikacjom karykatur łączyć należy też ostrzelanie w dniu 6 lutego żołnierzy duńskich w pobliżu Basry (Irak) i zerwanie przez Irak kontraktów z Danią i Norwegią. W reakcji na publikacje karykatur władze Czeczenii zadeklarowały, że nie będzie przyjmowana pomoc humanitarna ze strony Danii. Zażądała również wyjazdu działającej już w tym kraju Duńskiej Rady Uchodźców.

## Fałszywe karykatury i wpływ duchownych muzułmańskich na falę zamieszek
9 lutego „New York Times” napisał, iż przełomowym momentem dotyczącym publikacji wizerunków Mahometa w duńskiej prasie było spotkanie przywódców krajów muzułmańskich w Mekce w grudniu 2005 roku. To nie było nic poważnego, dopóki Organizacja Konferencji Islamskiej nie potępiła karykatur – powiedział dziennikarzom Muhammad el-Sajed Said – wiceszef centrum studiów politycznych w Kairze.
Cała sprawa zaczęła się od momentu, gdy szef komitetu duńskich muzułmanów, Ahmed Abu Laban, sporządził 43-stronicowe dossier, które zawierało karykatury opublikowane przez dziennik „Jyllands-Posten”, a także trzy inne niezwykle szokujące – jak podkreśla „New York Times” – rysunki. Jak dodaje dziennik „USA Today”, nikt tych rysunków nigdy nie opublikował. Rozpowszechniane one były jedynie przez koła muzułmańskie. Na jednym obrazku, będącym marnej jakości kserokopią, prorok Mahomet ma zamiast nosa ryj świni. Drugi obrazek przedstawia Mahometa jako pedofila. Trzeci to fotografia, na której pies gwałci modlącego się muzułmanina. Nie wiadomo czy wulgarność owych rysunków wzmocnił fakt, że świnia i pies to dla muzułmanów zwierzęta nieczyste. Nikt nie twierdził, że wydrukowano je w „Posten”, na ich przykładzie tylko pokazaliśmy „antyislamskie nastroje” panujące w Europie – skwitował Ahmed Abu Laban. Dziś już wiadomo, że rzekomy Mahomet ze świńskim ryjem to fatalnej jakości kserokopia fotografii z konkursu „Kwicz jak świnia”, który odbył się we francuskim miasteczku Trie-sur-Baïse 15 sierpnia 2005. W świńskiej masce występuje jeden z uczestników, który nie był w żaden sposób związany ani z Prorokiem, ani nawet z muzułmanami.
Autor fałszywek, Ahmed Abu Laban, to imam mieszkający w Kopenhadze. Pochodzi z Palestyny. W latach 90. miał kontakty z terrorystami z Dżama’a Islamijja – był asystentem przywódcy tej organizacji. W tym okresie tłumaczył dla Ajmana az-Zawahiriego, gdy ten przebywał w Danii. Zawahiri po Osamie Bin Ladenie jest najwyższym autorytetem w al Kaidzie.
„NYT” pisze, że w grudniu, delegacja komitetu udała się do Kairu, gdzie spotkała się z duchownymi i egipskimi politykami. Po spotkaniach, w gazetach w Egipcie pojawiły się niesłychane historie, o tym „że w Danii toczy się kampania przeciw islamowi, że rząd planuje ocenzurowanie Koranu”. Pojawiły się informacje, że karykatur jest nie 12, tylko 120 i wkrótce wszystkie zostaną opublikowane. W drugiej kolejności delegacja odwiedziła Liban. Abu Laban wystąpił w należącej do islamistów z Hezbollahu telewizji Al-Manar. Następnym celem podróży była Syria, a potem Katar. Wszędzie pokazywano przygotowane przez duńskich muzułmanów dossier. W Katarze gości przyjął szejk Jusef al Kardawi, który jest jednym z największych duchowych autorytetów islamu. Szejk, który pochodzi z Egiptu, jest związany z radykalnym Bractwem Muzułmańskim. Prowadzi on liczne audycje religijne w katarskiej telewizji Al-Dżazira, najpopularniejszej stacji na Bliskim Wschodzie.
W grudniu w Mekce odbyło się spotkanie Organizacji Konferencji Islamskiej, na które przybyło większość przywódców państw muzułmańskich. W kuluarach dyskutowano na temat karykatur. W połowie stycznia karykatury Mahometa stały się głównym tematem w al-Dżazirze i w al-Arabijji. Oprócz al-Kardawiego, sprawę żywo komentował inny islamski kaznodzieja – szejk Salman al-Uda. W internecie opublikowano liczne wezwania do protestów, m.in. na popularnej stronie alsaha.com ze Zjednoczonych Emiratów Arabskich, którą założyli radykalni muzułmanie – wahabici. Na początku stycznia alsaha.com zamieściła informację, że w centrum Kopenhagi rzekomo regularnie ma miejsce rytualne palenie Koranu.
Pod koniec 2005 roku Islamska Organizacja Edukacji, Nauki i Kultury, która zrzesza 51 krajów, wezwała do bojkotu duńskich produktów. Do apelu dołączyli imamowie z meczetów Arabii Saudyjskiej i Kairu.
3 lutego szejk al-Kardawi wygłosił kazanie, które transmitowane było przez katarską telewizję publiczną: „Musimy pokazać światu naszą wściekłość”. Wezwał muzułmanów do rebelii: „Powstańcie i pokażcie, że jesteście muzułmanami i że będziecie bronić swojej wiary z żarliwością!”.

## Publikacje karykatur w prasie polskiej i reakcje na nie
4 lutego 2006 polski dziennik „Rzeczpospolita” przedrukował dwie z dwunastu karykatur (na jednej przedstawiono Mahometa apelującego do zamachowców-samobójców, by zaprzestali ataków, bo w niebie zabrakło już dla nich dziewic; na drugiej ukazano proroka z bombą w turbanie). Redaktor naczelny dziennika Grzegorz Gauden napisał: „Zdecydowaliśmy się przedrukować te karykatury, bo całkowicie odrzucamy metody, do których odwołali się islamscy przeciwnicy publikacji. Wolności wypowiedzi trzeba bronić. Także wtedy, kiedy nie zgadzamy się z ich treścią.”.
Publikacja spotkała się z ostrą krytyką najwyższych władz państwowych, w tym premiera Kazimierza Marcinkiewicza oraz ministra spraw zagranicznych Stefana Mellera, którzy przeprosili muzułmanów za obrazę uczuć religijnych. Publikacje te potępili również inni politycy (m.in. Ryszard Czarnecki z Samoobrony, Adam Bielan z PiS, Wojciech Wierzejski z LPR i Ryszard Kalisz z SLD) oraz władze Kościoła katolickiego. Arcybiskup Sławoj Leszek Głódź zaapelował o uszanowanie przekonań religijnych muzułmanów: „Opamiętajcie się, uszanujcie przekonania religijne braci muzułmanów i nie przesłaniajcie się hasłami wolności słowa, obrażając uczucie religijne innych”. Jan Rokita z PO, uznał, że „szyderstwo z religii powinno być uznane w naszym kręgu kulturowym za przekroczenie granic wolności słowa”, a „naigrywanie się z religii jest nieprzyzwoite, a naigrywanie się z religii muzułmańskiej w dzisiejszej Europie jest wyjątkowo niemądre, gdyż prowokuje niebezpieczny dla współczesnego świata fanatyzm”.
W obronie gazety wystąpił m.in. europoseł Bronisław Geremek, który uznał, że rząd nie powinien przepraszać, bo nie było za co. Zaznaczył, że wolność prasy jest wartością bardzo istotną i „państwo nie powinno się do tego wtrącać”. Wicemarszałek Sejmu Wojciech Olejniczak powiedział: „Jestem daleki od potępienia, gazetę za to, że Polakom przybliżyła istotę całej sprawy”. Bronisław Komorowski z PO, uznał, że w tej sprawie „nie przekroczono granicy wolności słowa, a jedynie granicę dobrego smaku”, a „przeprosiny polskich władz były przesadne i są reakcją państwa przestraszonego jedynie wizją zamachów”.

## Publikacje na świecie
| Kraj              | Nazwa gazety                     | Liczba karykatur | Data wydania     |
| ----------------- | -------------------------------- | ---------------- | ---------------- |
| Dania             | „Jyllands-Posten”                | 12               | 30 września 2005 |
| Niemcy            | „Frankfurter Allgemeine Zeitung” | 1                | 7 listopada 2005 |
| Szwecja           | „Expressen”                      | 2                | 7 stycznia 2006  |
| Szwecja           | „Kvällsposten”                   | 2                | 7 stycznia 2006  |
| Szwecja           | „GT”                             | 2                | 7 stycznia 2006  |
| Norwegia          | „Magazinet”                      | 12               | 10 stycznia 2006 |
| Norwegia          | „Dagbladet”                      | 12               | 10 stycznia 2006 |
| Belgia            | „Brussels Journal”               | 12               | 22 stycznia 2006 |
| Francja           | „France Soir”                    | 12 + 1 nowa      | 1 lutego 2006    |
| Francja           | „Le Monde”                       | 1 nowa           | 1 lutego 2006    |
| Niemcy            | „Berliner Zeitung”               | 12               | 1 lutego 2006    |
| Niemcy            | "die tageszeitung”               | 2                | 31 stycznia 2006 |
| Islandia          | "DV”                             | 6                | 31 stycznia 2006 |
| Niemcy            | „Die Welt”                       | 12               | 1 lutego 2006    |
| Węgry             | „Magyar Hírlap”                  | 12               | 1 lutego 2006    |
| Holandia          | „De Volkskrant”                  | 12               | 1 lutego 2006    |
| Holandia          | „NRC Handelsblad”                | 12               | 1 lutego 2006    |
| Holandia          | „Elsevier”                       | 12               | 1 lutego 2006    |
| Włochy            | „La Stampa”                      | 12               | 1 lutego 2006    |
| Portugalia        | „Público”                        | 1                | 1 lutego 2006    |
| Hiszpania         | „El Periódico de Catalunya”      | 12               | 1 lutego 2006    |
| Szwajcaria        | „Blick”                          | 12               | 1 lutego 2006    |
| Szwajcaria        | „Tribune de Genève”              | 12               | 1 lutego 2006    |
| Szwajcaria        | „Le Temps”                       | 12               | 1 lutego 2006    |
| Belgia            | „De Standaard”                   | 12               | 2 lutego 2006    |
| Belgia            | „Het Volk”                       | 12               | 2 lutego 2006    |
| Bułgaria          | „Nowinar”                        | 12               | 2 lutego 2006    |
| Francja           | „Libération”                     | 2                | 2 lutego 2006    |
| Niemcy            | „Der Tagesspiegel”               | 2                | 2 lutego 2006    |
| Irlandia          | „Daily Star”                     | 1                | 2 lutego 2006    |
| Jordania          | „Al-Shihan”                      | 1                | 2 lutego 2006    |
| Jordania          | „Al-Mehwar”                      | 1                | 2 lutego 2006    |
| Nowa Zelandia     | „National Business Review”       | 1                | 2 lutego 2006    |
| Hiszpania         | „El País”                        | 1                | 2 lutego 2006    |
| Stany Zjednoczone | „New York Sun”                   | 2                | 2 lutego 2006    |
| RPA               | „Mail & Guardian”                | 2                | 3 lutego 2006    |
| Czechy            | „Mladá fronta Dnes”              | 12               | 4 lutego 2006    |
| Malezja           | „Sarawak Tribune”                | 1                | 4 lutego 2006    |
| Nowa Zelandia     | „Christchurch Press”             | 1                | 4 lutego 2006    |
| Nowa Zelandia     | „The Dominion Post”              | 12               | 4 lutego 2006    |
| Polska            | "Rzeczpospolita”                 | 2                | 4 lutego 2006    |
| Stany Zjednoczone | „The Philadelphia Inquirer”      | 1                | 4 lutego 2006    |
| Australia         | „The Courier-Mail”               | 1                | 5 lutego 2006    |
| Izrael            | „The Jerusalem Post”             | 12               | 6 lutego 2006    |
| Belgia            | „Le Soir”                        | 12               | 6 lutego 2006    |
| Litwa             | „Respublika”                     | 9                | 8 lutego 2006    |
| Francja           | „Charlie Hebdo”                  | 12 + nowe        | 8 lutego 2006    |